# Primăvara (pictură de Jean-François Millet)
Primăvara este o pictură în ulei pe pânză realizată de Jean-François Millet în perioada 1868-1876. Acum se află la Musée d'Orsay din Paris.
Este prima pictură realizată dintr-un ciclu de picturi pentru cele patru sezoane, comandate în 1868 de colecționarul Frédéric Hartmann. Cele patru tablouri sunt acum păstrate în diferite muzee:
- Vara este la Museum of Fine Arts din Boston;
- Toamna este la Metropolitan Museum of Art din New York;
- Iarna (neterminată) se află la National Museum and Gallery din Cardiff.